# Quercus engelmannii
Espèce
Classification phylogénétique
Statut de conservation UICN

 EN  : En danger
Le chêne d'Engelmann (Quercus engelmannii), aussi appelé chêne de Pasadena, est une espèce de chêne de la section des chênes blancs (Quercus sect Quercus) et de la famille des Fagaceae. Elle est originaire du sud de la Californie et du nord-est de la Basse-Californie (Mexique). Ce sont de petits arbres atteignant 10 m en hauteur, généralement à feuilles persistantes, mais ils peuvent perdre leurs feuilles lors des étés chauds et secs que connait la région. Ils possèdent un feuillage arrondi ou elliptique. L'écorce de couleur gris-brun est épaisse et plissée. Les feuilles coriaces, qui mesurent 3 à 6 cm en longueur et 1 à 2 cm en largeur, sont de couleur bleue et peuvent être plates ou ondulées, avec un bord arrondi. Les inflorecences sont des chatons; le fruit est un gland de 1,5 à 2,5 cm, mûrissant 6 à 8 mois après la pollinisation.
La répartition des populations de chênes d'Engelmann se situe entre les contreforts des San Gabriel Mountains dans l'est du comté de Los Angeles jusqu'au comté d'Orange et les contreforts de l'ouest et les mesas des Peninsular Ranges dans les comtés de Riverside et de San Diego, s'étendant jusqu'au chaines de la Sierra Juárez et de la Sierra San Pedro Mártir en Basse-Californie du Sud.
Ils se rencontrent dans les savanes et les régions boisées au-dessus de la plaine côtière sèche, mais en dessous de 1300 mètres d'altitude où sévissent des hivers plus rigoureux. Le chênes d'Engelmann possède une répartition plus réduite que la plupart des chênes de Californie, et l'étalement urbain dans la vallée de San Gabriel a éliminé les chênes de la plupart de la partie nord de son aire de répartition.